# Inspektorat Radzymin Armii Krajowej
Inspektorat Radzymin AK - struktura terenowa Podokręgu Wschodniego Armii Krajowej. 

## Struktura organizacyjna
Organizacja w 1944:
- Obwód Radzymin AK
- Obwód Garwolin AK
- Obwód Mińsk Mazowiecki Armii Krajowej